# Lugosi görögkatolikus egyházmegye
A Lugosi görögkatolikus egyházmegye (románul: Eparhia de Lugoj, latinul: Dioecesis Lugosiensis román görögkatolikus egyház egyik egyházmegyéje A Fogaras-Gyulafehérvári főegyházmegye egyik szuffragán egyházmegyéje. Püspöki székvárosa Lugos, ahol a székesegyháza, a Szentlélek kiáradása székesegyház található. Megyéspüspöke Alexandru Mesian, segédpüspöke Călin Ioan Bot.

## Megyéspüspökök
Az egyházmegye megyéspüspökei ebben a listában találhatók.

## Története
Az egyházmegyét IX. Piusz pápa 1853. november 26-án alapította az Apostolicum Ministerium című bullájával mint a Fogaras-Gyulafehérvári főegyházmegye szuffragáns egyházmegyéjét. Az egyházmegye vallási fennhatósága kezdetben Krassó-Szörény, Temes, Torontál, Hunyad vármegyék teljes területére, valamint Arad és Alsó-Fehér vármegye egy részére terjedt ki. Jelenleg az egyházmegye Temes, Arad, Krassó-Szörény, Hunyad megyékre, valamint Arad és Mehedinți megye egy részére terjed ki.

## Szomszédos egyházmegyék
- Bácskeresztúri Szent Miklós-egyházmegye (délnyugat)
- Hajdúdorogi főegyházmegye (északnyugat)
- Nagyváradi görögkatolikus egyházmegye (észak)
- Kolozsvár-Szamosújvári görögkatolikus egyházmegye (északkelet)
- Fogaras-Gyulafehérvári görögkatolikus főegyházmegye (kelet)

## Fordítás
Ez a szócikk részben vagy egészben  az   Eparhia de Lugoj című román Wikipédia-szócikk fordításán alapul.  Az eredeti cikk szerkesztőit annak laptörténete sorolja fel. Ez a jelzés csupán a megfogalmazás eredetét és a szerzői jogokat jelzi, nem szolgál a cikkben szereplő információk forrásmegjelöléseként.